# 华丽豆
华丽豆（学名：Calophaca chinensis）为豆科丽豆属下的一个种。